# 北京市通州区交通局
39°53′26″N 116°38′02″E / 39.89052°N 116.63381°E
北京市通州区交通局是北京市通州区人民政府的一个部门。

## 领导
2021年2月，本机构的领导为：
- 林青：北京市通州区交通局党组成员、副局长。工作分工：主管交通计划发展、京津冀一体化、财务工作，协助管理综合业务科相关工作。完成局党组交办的其他工作
- 纪方：北京市通州区交通局党组成员、副局长。工作分工：主管交通综合事务中心相关工作。完成局党组交办的其他工作
- 裴志刚：北京市通州区交通局党组书记、局长。工作分工：主持局全面工作
- 刘福国：北京市通州区交通局党组副书记。工作分工：主管党建、机关党委、宣传、精神文明建设、意识形态、政法维稳、干部人事等工作；主管代表委员提案建议的办理、信访投诉办理、应急、防汛等工作；主管行业安全监管、轨道交通安全监管工作。完成局党组交办的其他工作
- 何万顺：北京市通州区交通局党组成员、副局长。工作分工：主管运输行业综合审批、货运行业监管工作。完成局党组交办的其他工作
- 贾春风：北京市通州区交通运输综合执法大队队长。工作分工：主管法制建设和综合执法工作；负责公路综合检查站建设、治理公路超载超限工作。完成局党组交办的其他工作
- 周晋：北京市通州区铁路道口安全事务中心主任。工作分工：主管铁路道口的安全管理工作；主管考试中心工作。完成局党组交办的其他工作
- 张晓蕾：北京市通州区交通局四级调研员、工会主席。工作分工：主持局工会工作。完成局党组交办的其他工作

## 机构设置
2021年2月，本机构下设：
- 综合办公室
- 法制科
- 综合审批科
- 综合业务科
- 交通发展计划科
- 组织人事科
- 北京市通州区交通运输考试中心
- 北京市通州区铁路道口安全事务中心
- 北京市通州区京津二通道高速公路综合检查站
- 北京市通州区通香路公路综合检查站
- 北京市通州区京沈高速公路综合检查站
- 北京市通州区京津塘高速公路综合检查站
- 北京市通州区交通组织运行事务中心
- 北京市通州区小甸屯公路综合检查站
- 北京市通州区京榆旧路白庙公路综合检查站
- 北京市通州区觅子店公路综合检查站
- 北京市通州区白庙公路综合检查站
- 北京市通州区交通运输管理所
- 北京市通州区汽车维修管理所
- 北京市通州区出租汽车管理所